# Sony Xperia Z5 Premium
Il Sony Xperia Z5 Premium (nome in codice "Satsuki") è uno smartphone Android prodotto da Sony. Fa parte della serie Sony Xperia Z, è stato presentato insieme al Sony Xperia Z5 e Xperia Z5 Compact nel corso di una conferenza stampa a IFA 2015 il 2 settembre 2015. Il dispositivo è stato rilasciato a Taiwan il 5 novembre 2015.
Il Sony Xperia Z5 Premium è una versione più grande e migliorata del Sony Xperia Z5 ed è il primo smartphone ad adottare un display con risoluzione 4K. Analogamente al Sony Xperia Z5, il dispositivo dispone anch'esso di un lettore di impronte digitali e di una fotocamera da 23 megapixel con una messa a fuoco ibrida automatica di soli 0.03 secondi che utilizza il rilevamento della fase.

## Specifiche tecniche
Il dispositivo ha le stesse specifiche del Sony Xperia Z5, ad eccezione di uno schermo 4K da 5,5" (140 mm) con la risoluzione di 3840 × 2160 pixel (anziché il 5,2" Full HD dello Z5), pur mantenendo 2 giorni dichiarati di autonomia della batteria (che aumenta a 3430 mAh anziché i 2900 dello Z5).